# 松下和幹
松下 和幹（まつした たかよし、1953年1月生まれ - ）は、日本のアーチェリー選手。和歌山県出身。

## 経歴
三菱電機和歌山製作所で旋盤工として働いていた時に技能五輪に出場。集中力を高め技能五輪に役立てるためにアーチェリーを始めた。
モスクワ・ロサンゼルス・ソウル・アトランタ・シドニー五輪で日本代表に選ばれ、射撃の蒲池猛夫、アーチェリーの山本博、柔道の谷亮子、ボートの武田大作と並ぶ日本人最多タイの夏季五輪5回代表の記録を持っていた（後に馬術の杉谷泰造が6回で更新して飛込の寺内健も6回となった）。
- 1986年天津国際大会（優勝）で、30mの世界新記録樹立。
- 全日本ターゲット選手権10回の優勝はアーチェリー史上破られていない。

弓を保持する手が安定していることから不動の押し手と称され、日本アーチェリー界のパイオニア的存在である。
47歳で出場したシドニー五輪では、当時、日本選手団の最年長選手だった。
2003年4月、全日本アーチェリー連盟に事前の届けを行わずにアメリカの企業のホームページに肖像写真と成績を掲載する契約を結んだことが、所属選手の肖像権管理を定めた規則に違反するとして、1年間の競技者登録停止処分を受けた。
自衛隊体育学校退官後、埼玉県の花咲徳栄高校に勤務。
その後、旋盤工として勤務し定年退職。
現在アーチェリーのコーチ業務をしている。

## 主な成績
- [1975年]

全関西選手権に初出場36位
社会人選手権兼都道府県対抗大会　団体3位
- [1976年]

全関西選手権優勝
川上杯優勝
社会人選手権兼都道府県対抗大会•団体優勝　個人5位
全日本選手権兼世界選手権選考会3位　
- [1977年]

世界アーチェリー選手権大会個人8位、団体3位
全米選手権選考会優勝（70m世界タイ記録、トータル日本新記録）
全米選手権大会5位
全関西選手権大会優勝
川上杯優勝
全日本社会人大会優勝
全日本選手権大会2位
- [1978年]

日中友好アーチェリー選手権大会　全3試合優勝
全米選手権大会2位
アジア大会選考会5位（弓具トラブルで予選落ち）
全関西選手権大会優勝
川上杯2位
全日本社会人大会2位
全日本選手権大会優勝
- [1979年]

世界アーチェリー選手権大会個人8位.団体5位
全関西選手権大会2位
全日本選手権大会優勝
アジアカップ選手選考会2位
- 1980年モスクワオリンピック（日本代表に選ばれるがボイコットで出場できず）

アジアカップ選手権大会2位、団体優勝
全日本社会人大会優勝
フィールド世界選手権大会選考会2位
川上杯2位　国体4位
全日本選手権大会優勝
フィールド世界選手権大会15位
- [1981年]

世界アーチェリー選手権大会個人11位.団体4位
全関西選手権大会2位
川上杯優勝、国体3位
全日本選手権大会2位
- [1982年]

アジアオセアニア大会3位
全関西選手権大会優勝
国体優勝
全日本選手権大会2位
アジア大会3位（インド）
- [1983年]

世界選手権大会予選最終1位
全日本社会人大会優勝
世界選手権大会4位
全米選手権大会7位
全日本選手権大会優勝
- 1984年ロサンゼルスオリンピック 男子個人総合：4位（2552点）

アジアオセアニア選手権大会優勝
全日本選手権大会優勝
カリフォルニア選手権大会優勝
関東大会優勝（90m.30mトータルで3個の日本新記録）
国体優勝
- [1985年]

世界選手権大会選考会最終1位
全日本社会人大会優勝
全米選手権大会2位
世界選手権大会3位（90mで金メダル）
全日本選手権大会優勝
国体2位
- [1986年]

アジア大会選考会優勝
全日本社会人大会優勝
天津国際大会優勝（30m世界新記録）
全米選手権大会2位
アジア大会優勝（90m金、個人金、50m銀、団体銀）
全日本選手権大会2位
世界選手権大会選考会1位
- [1987年]

世界選手権10位
ナショナルチーム記録会90m.70mトータルで日本新記録
全米選手権大会2位
関東大会、日中友好大会、ヤマハカップ優勝
全日本選手権大会優勝
- 1988年ソウルオリンピック 男子個人総合：14位（311点、準々決勝敗退）、男子団体（古橋照司・松下和幹・山本博）：6位（948点）

アジアオセアニア選手権大会優勝
全米選手権大会8位
関東大会2位
ヤマハカップ2位
全日本選手権大会2位
全日本社会人大会壮年の部優勝
- [1989年]

世界選手権大会15位
全米選手権大会2位
全日本選手権大会優勝
第22回全日本社会人大会優勝
ヤマハカップ優勝
- [1990年]

第11回北京アジア大会2位
全米選手権大会3位
全日本選手権大会3位
第23回全日本社会人大会2位
- [1991年]

第24回全日本社会人大会3位
第36回世界選手権大会22位　ポーランド
全日本選手権大会優勝（9回目）
- [1992年]

第4回アリゾナカップ8位
バルセロナオリンピック最終予選4位
第25回全日本社会人大会6位
全日本選手権大会3位
- [1993年]

第37回世界選手権大会2次予選2位
第26回全日本社会人大会壮年の部優勝
全日本選手権大会優勝（10回目）
- [1994年]

第27回全日本社会人大会2位
第1回ソウル国際大会11位
第1回広島国際大会2位
第12回広島アジア大会16位、団体2位
全日本選手権大会3位
- [1995年]

第8回アリゾナカップ優勝
第28回全日本社会人大会壮年の部優勝
世界選手権大会8位（オリンピック出場権獲得）
全日本選手権大会30位（予選2位1回戦敗退）
- 1996年アトランタオリンピック 男子個人：27位（156点、決勝ラウンド2回戦敗退）

第29回全日本社会人大会壮年の部優勝
- [1997年]

第30回全日本社会人大会壮年の部優勝
- [1998年]

第31回全日本社会人大会壮年の部優勝
- [1999年]

第32回全日本社会人大会壮年の部優勝
- 2000年シドニーオリンピック 男子個人総合：33位（1回戦敗退）、男子団体（松下和幹・濱野裕二・牧山雅文）：14位（3回戦敗退）

第33回全日本社会人大会壮年の部優勝
- [2001年]

第34回全日本社会人大会壮年の部優勝
- [2007年]

第40回全日本社会人大会壮年の部優勝
- [2008年]

第41回全日本社会人大会壮年の部優勝（11回目）
- [2009年]

第42回全日本社会人大会壮年の部9位
- [2012年]

第45回全日本社会人大会壮年の部3位